# Olympe Audouard
Olympe Audouard, de domo Jouval (ur. 12 marca 1832 w Marsylii, zm. 12 stycznia 1890 w Nicei) – francuska publicystka, działaczka feministyczna i pisarka.

## Życiorys
Urodziła się 12 marca 1832 roku w Marsylii jako Félicité Olympie Jouval. W 1850 roku wyszła za mąż za Henri-Alexisa Audouarda. Po ośmiu latach doszło do separacji, a Olympe przeniosła się do Paryża, gdzie nawiązała kontakt ze środowiskiem literackim, w tym z Théophile’em Gautierem. W licznych artykułach i broszurach agitowała na rzecz praw kobiet, w tym prawa do rozwodu i praw wyborczych. W 1867 roku, po zmianie francuskiego prawa prasowego, założyła magazyn „La Revue cosmopolite”, lecz nie dostała autoryzacji ministerstwa spraw wewnętrznych w roli wydawcy, ponieważ nie była mężczyzną. Jej działalność literacka bywała lekceważona przez francuską prasę, która wolała skupiać się na jej urodzie. Pomimo tego, utrzymywała się z pisania, co umożliwiło jej podróże po Egipcie, Turcji i Rosji. W latach 1868–1869 przeprowadziła serię odczytów w Stanach Zjednoczonych; w tym czasie nawiązała kontakt z amerykańskimi sufrażystkami, a Elizabeth Cady Stanton przetłumaczyła na angielski jeden z jej ostrych tekstów feministycznych. Po powrocie do Francji prowadziła feministyczne wykłady pod patronatem Alexandre’a Dumasa (syna). Swe podróże opisała w książkach podróżniczych, z czego po polsku ukazała się jej Podróż po Ameryce Północnej (1872). Zmarła 12 stycznia 1890 roku.